# 卡斯珀·尤爾曼
卡斯珀·尤爾曼（丹麥語：Kasper Hjulmand；1972年4月9日—）是一名丹麦职业足球教練和前球员，曾担任后卫。他曾是丹麦国家足球队的主教练。

## 教練生涯
在接受了至少9次膝蓋手術後，尤爾曼在26歲就不得已早早結束了自己的球員生涯。他的執教生涯的首站在林比，隨後他於2008年在洛斯查蘭特擔任助理教練，並在3年後成為了球隊主帥。2012年，他率領球隊贏得了隊史的首個聯賽冠軍。2014-15賽季，尤爾曼德選擇前往德甲聯賽，他頂替主帥，開始執教緬恩斯。
不過他的德甲執教生涯並沒有成功，僅僅執教了7個月就回到了國內。
2019年，他成為丹麥國家足球隊下一任主帥人選。